# Love Goes/eyes
「Love Goes/eyes」（ラブゴーズ/アイズ）は、2006年2月15日に発売された玉木宏の3rdシングル。限定生産版である。
発売元はavex trax。

## 解説
- 1万枚限定シングル。
- R and Cからエイベックスに移籍後初シングルである。

## 収録曲

### CD
全作詞・作曲：森元康介
1. Love Goes
編曲：森元康介、横山裕章
  - music.jp TV-CFソング
2. eyes
編曲：横山裕章

### DVD
1. 「Love Goes」MUSIC CLIP[1]